# Rio Curuá do Sul
Rio Curuá do Sul är ett vattendrag i Brasilien.   Det ligger i delstaten Pará, i den centrala delen av landet, 1 600 km norr om huvudstaden Brasília.
I omgivningarna runt Rio Curuá do Sul växer i huvudsak städsegrön lövskog. Trakten runt Rio Curuá do Sul är nära nog obefolkad, med mindre än två invånare per kvadratkilometer.